# Utrecht (agglomeratie)

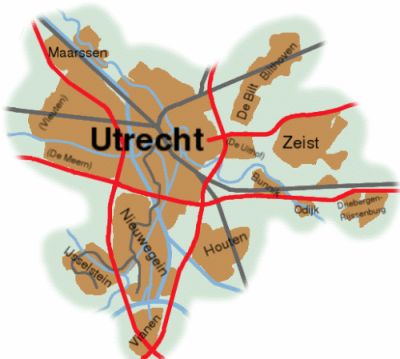
Globale kaart van de agglomeratie, 2003

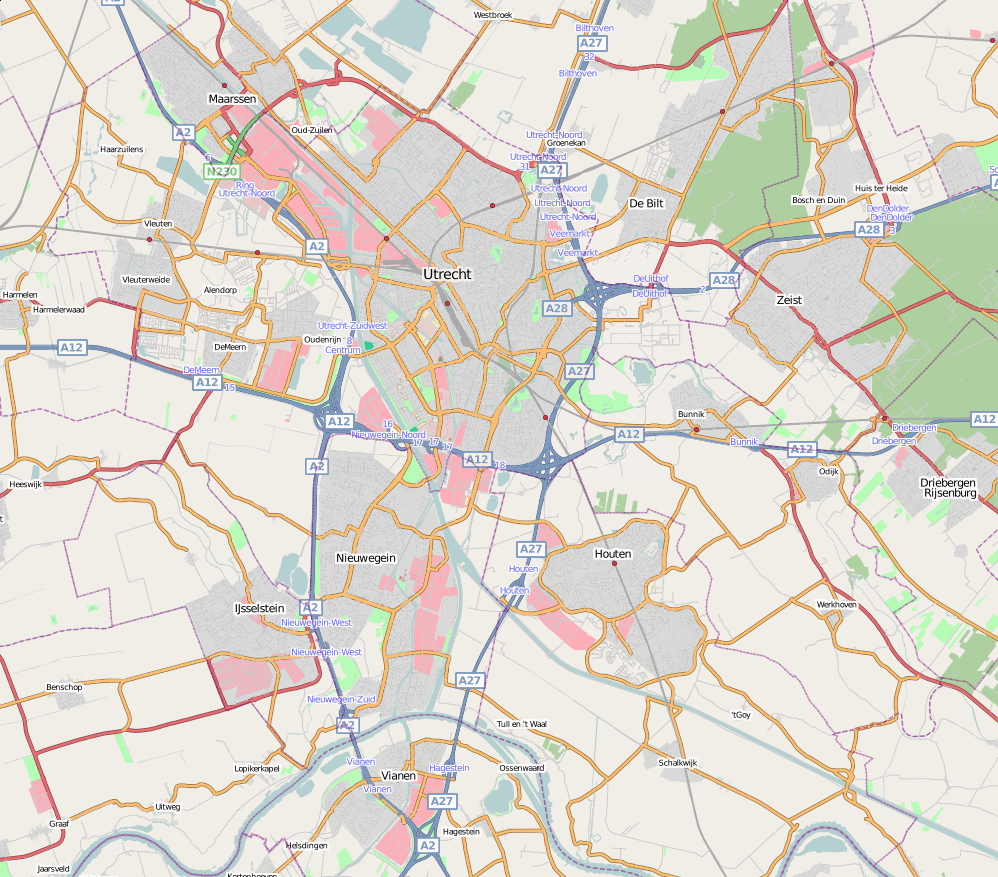
Detailkaart van de agglomeratie, 2008

De agglomeratie Utrecht is een officieuze aanduiding voor het grotendeels aaneengesloten stedelijk gebied in het centrum van de provincie Utrecht.  De agglomeratie is onderdeel van de Randstad. Samen met het Gooi en de omgeving van Amersfoort behoort zij tot de oostelijke noordvleugel van de Randstad. Het gebied ligt globaal tussen Breukelen in het noordwesten, de Utrechtse Heuvelrug in het oosten, de Lek in het zuiden en Woerden in het westen. De agglomeratie omvatte in 2022 in enge zin ca. 550.000 inwoners, in een ruimere opvatting ca. 710.000 inwoners, en in zeer ruime zin ca. 800.000 inwoners.

## Fysiek aaneengesloten agglomeratie
In enge zin omvat de agglomeratie de stad Utrecht tezamen met de kernen die hier fysiek mee verbonden zijn. Utrecht gaat in het westen voorbij Oog in Al en Kanaleneiland over in de Vinex-locatie Leidsche Rijn, indirect aansluitend op de plaatsen Vleuten, De Meern en Haarzuilens. De Utrechtse stadswijk Zuilen-Noord en het industrieterrein bij Overvecht-Noord liggen op ca. anderhalve kilometer afstand van Maarssen, de Vinex-wijk ’t Zand ligt hemelsbreed op één kilometer van Maarssenbroek. Via het industrieterrein Lage Weide zijn alle hiervoor genoemde plaatsen en wijken verbonden. 

Direct ten zuiden van Utrecht ligt Nieuwegein, ooit gebouwd als satelliet- en forensengemeente van Utrecht. Wat Nieuwegein van Utrecht-Zuid scheidt is het Amsterdam-Rijnkanaal. Op dit scheidingselement (kanaalbreedte: ca. 120 meter, omliggend bermgebied ca. 150 meter, totaal: 270 meter) na grenst de bebouwing van Kanaleneiland-Zuid en industrieterrein Laagraven aan de bebouwing van de noordelijke wijken van Nieuwegein (Blokhoeve, Huis de Geer, Galecop-Noord). Nieuwegein grenst op zijn beurt in het westen aan het historische IJsselstein en in het zuiden aan het oude stadje Vianen, die daarom gerekend kunnen worden tot de fysiek aaneengesloten agglomeratie van Utrecht. Nieuwegein en IJsselstein zijn verbonden met Utrecht Centraal Station via het sneltramtracé.
 In het noordoosten grenst Utrecht aan de Bilt en Bilthoven. De dorpskern van de Bilt is gesitueerd aan de Utrechtseweg (N237) en wordt door vele bussen met Utrecht verbonden. De wijk Bilt-Zuid ligt op minder dan een kilometer afstand van De Berekuil, een markant grenspunt van de stad Utrecht. Tussen de Berekuil en het kerndorp de Bilt is de afstand ca. 1,7 kilometer. Groenekan – een oud dorp dat behoort tot de gemeente de Bilt doch hier ver ten noordwesten van gesitueerd is – wordt van Utrecht-Overvecht gescheiden door enkel de verkeersknoop Utrecht-Noord.
Dit fysiek aaneengesloten stadsgebied van Utrecht telt ongeveer 550.000 inwoners. Ten oosten van Utrecht worden ook de kernen Zeist en Driebergen-Rijssenburg, samen ongeveer 85.000 inwoners, vaak gerekend tot de agglomeratie Utrecht. De reistijd vanuit het intercitystation Driebergen-Zeist naar Utrecht Centraal is slechts 8 minuten. Ook is er een rechtstreekse verbinding met Schiphol en Amsterdam Centraal. De overige dorpen in de gemeenten Zeist en Utrechtse Heuvelrug (zoals Bosch en Duin, Den Dolder, Maarn, Doorn en Amerongen) worden vanwege de grotere (reis)afstand tot de stadsgrenzen van Utrecht doorgaans niet meegerekend.

## Stadsgewest/agglomeratie Utrecht
Over het algemeen worden de volgende plaatsen gerekend onder de agglomeratie in ruimere zin. Wegens de grotere afstand tot de fysieke stadsgrenzen van de stad Utrecht zijn een aantal kernen van de gemeenten De Bilt, Zeist en Utrechtse Heuvelrug niet meegerekend.
| Stad/plaats  | Inwonertal                        | Inclusief, exclusief:                                                             |
| ------------ | --------------------------------- | --------------------------------------------------------------------------------- |
| Utrecht:     | 361.924 inwoners (1 januari 2022) |                                                                                   |
| Nieuwegein:  | 64.534 inwoners (1 januari 2022)  |                                                                                   |
| Zeist:       | 66.046 inwoners (31 januari 2022) |                                                                                   |
| Houten:      | 50.301 inwoners (31 januari 2022) |                                                                                   |
| Maarssen:    | 39.695 inwoners (1 januari 2021)  | Incl. Oud Zuilen                                                                  |
| IJsselstein: | 33.436 inwoners (31 januari 2022) |                                                                                   |
| De Bilt:     | 43.506 inwoners (31 januari 2022) | Incl. Bilthoven en Groenekan, excl. Hollandsche Rading, Maartensdijk en Westbroek |
| Vianen:      | 16.455 inwoners (31 januari 2021) |                                                                                   |
| Driebergen:  | 18.995 inwoners (1 januari 2023)  |                                                                                   |
| Bunnik:      | 15.649 inwoners (31 januari 2022) | Incl. Odijk, Werkhoven, Vechten                                                   |

Totaal: 710.531 inwoners.
De hiervoor genoemde plaatsten vallen vrijwel geheel samen met de BRU, de voormalige bestuurskundige belichaming van dit eenheidsgebied.

## Grootstedelijk gewest/economisch en cultureel draaggebied
Utrecht is als stad het centrale punt wat betreft werkgelegenheid, onderwijs, cultuur, stadsrecreatie, winkelmogelijkheden en logistiek in de provincie Utrecht en zelfs (ver) daarbuiten. Zo trekt het vele bezoekers uit het Gooi en het noorden van Noord-Brabant aan. Vanwege het ontbreken van bepaalde grootstedelijke faciliteiten in middelgrote steden in omringende provincies komen ook inwoners van deze gebieden met regelmaat richting Utrecht. Het grootstedelijk gewest betreft naast de agglomeratie zelf ook plaatsen als Woerden, Breukelen, Doorn en Culemborg. Het forensisme vanuit deze plaatsen is namelijk groot, en hun afstand tot de stad beperkt. Grofweg huisvest dit gebied zo’n 800.000 inwoners.
In de jaren 70 en 80 waren vooral Nieuwegein, Maarssen en Zeist de grootste groeikernen buiten de stad Utrecht. In de jaren 90 en nu zijn dat vooral Houten en Leidsche Rijn. Leidsche Rijn was in 2003 de grootste nieuwbouwlocatie van Nederland. Het gebied omvat ook de nieuwbouwlocaties in Vleuten-De Meern. Beide plaatsen behoren sinds 2001 tot de gemeente Utrecht. Het stadsdeel zal rond 2025 klaar zijn en dan zullen er volgens de gemeente Utrecht ongeveer 90.000 mensen wonen.